# Nylon Beat
Nylon Beat foi uma banda pop finlandesa, muito popular na década de 1990 e no início da década de 2000, que consiste no dueto entre as garotas Jonna Kosonen e Erin Koivisto.

## Historia
A banda foi formada em 1995, no momento em que as duas meninas tinham apenas 16 anos de idade. Elas começaram com faixas de backup e dançarinos. Mais tarde, suas músicas evoluíram, e finalmente, elas se realizaram com uma autentica banda que consistia em vários músicos profissionais. A maior parte das músicas foram escritas por Risto Asikainen e Ilkka Vainio, a produção feita principalmente por Asikainen.
A dupla recebeu oito discos de ouro e sete discos de platina, e a também recebeu o prêmio Emma em 1999 durante a sua carreira ativa, que foi durante 1995-2003.
Outros artistas têm regravações das batidas das canções de Nylon, o mais notavelmente popular foi do grupo sul-coreano S.E.S., cuja versão de sonoridade melódica de "Like a Fool" são idênticos aos originais de Nylon Beat.
Embora a dupla nominalmente já tinham dado o seu último concerto na véspera de Ano Novo 2003, voltaram novamente para realizar dois shows, a primeira em 17 de agosto de 2007, em Oulu e a segunda 18 de agosto de 2007, em Tampere.

## Discografia
| Álbuns de estúdio - 1996: Nylon Beat - 1997: Satasen laina - 1998: Nylon Moon - 1999: Valehtelija - 2000: Demo - 2001: Extreme - 2002: Last In Line - 2003: 12 apinaa | Álbuns ao vivo - 2004: Hyvää uutta vuotta - Live Complicações - 2004: Comeback - 40 hittiä - 2004: Maailman pisin luokkaretki |

### Singles
| Ano  | Single                              |
| ---- | ----------------------------------- |
|      | Single                              |
| 1996 | "Rakastuin mä looseriin"            |
| 1998 | "Viimeinen"                         |
| 1999 | "Seksi vie ja taksi tuo" / "Liikaa" |
| 1999 | "Musta joulu"                       |
| 2000 | "Viha ja rakkaus"                   |
| 2000 | "Syytön"                            |
| 2001 | "Anna mulle"                        |
| 2003 | "12 apinaa"                         |
| 2004 | "Comeback"                          |